# Orden patriótica del mérito
La Orden Patriótica del Mérito (en alemán: Vaterländischer Verdienstorden) fue una orden estatal otorgada anualmente en la República Democrática Alemana. Fue establecida en 1954 y se podía otorgar a personas e instituciones por contribuciones destacadas al estado y a la sociedad en diversas áreas.

## Clases
- Broche de honor
- Oro, 1ª clase
- Plata, 2ª clase
- Bronce, 3ª clase

## La Orden

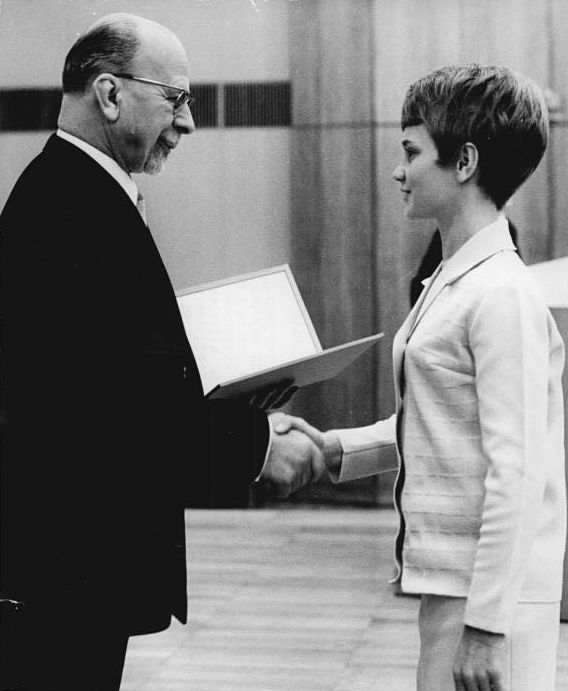
El líder del SED, Walter Ulbricht, le otorga a Karin Janz la Orden Patriótica del Mérito en 1968

El estatuto oficial de la orden estipulaba que podía ser otorgada por «méritos sobresalientes»:
- «en la lucha del movimiento obrero alemán e internacional y en la lucha contra el fascismo»,
- «en el establecimiento, consolidación y fortalecimiento de la República Democrática Alemana»,
- «en la lucha por garantizar la paz y aumentar la influencia internacional de la República Democrática Alemana». [1]

Cada clase se podía otorgar una vez, y a excepción de los receptores del broche de honor, todos los destinatarios recibían una suma de dinero. 

## Receptores notables
- Vasily Chuikov, Mariscal de la Unión Soviética
- Berta Daniel
- Paula Hertwig, 1956
- Klaus Köste, 1972
- Katarina Witt, 1984 (oro) y 1988 (broche de honor)
- Klaus Fuchs